# Sven-Ole Thorsen
Sven-Ole Thorsen, född 24 september 1944 i Köpenhamn, är en dansk stuntman, strongman, kroppsbyggare och karatemästare. 

## Biografi
Den storväxte Thorsen vann 1983 tävlingen Danmarks starkaste man. Thorsen flyttade till USA på 1980-talet och fram till början av 2000-talet hade han en karriär som stuntman i Hollywood-produktioner innan han flyttade tillbaka till Danmark.
2007 gav han ut självbiografin Stærk mand i Hollywood. Thorsen har varit gift med två svenskor, först Anniqa Järlefors mellan 1982 och 1991 samt från 2013 med Birgitta Sunding.

## Filmografi (urval)
Antingen som stuntman och/eller i småroller

- 1982 – Conan Barbaren
- 1984 – Conan förgöraren
- 1985 – Barbarernas hämnd
- 1986 – Hårda bud
- 1986 – The A-Team (TV-serie) (1 avsnitt)
- 1987 – Dödligt vapen
- 1987 – Rovdjuret
- 1987 – The Running Man
- 1987 – Tjejen som föll överbord
- 1988 – Red Heat
- 1988 – Twins
- 1989 – Ghostbusters 2
- 1989 – Pink Cadillac
- 1990 – Jakten på Röd Oktober
- 1990 – Total Recall
- 1991 – Terminator 2 – Domedagen
- 1991 – The Flash (TV-serie) (1 avsnitt)
- 1992 – Bram Stokers Dracula
- 1992 – Döden klär henne
- 1992 – Dödligt vapen 3
- 1993 – Cyborg 2
- 1993 – Den siste actionhjälten
- 1993 – Dragon – historien om Bruce Lee
- 1993 – Hard Target
- 1994 – På farlig mark
- 1995 – Heat
- 1995 – Mallrats
- 1995 – Snabbare än döden
- 1996 – Eraser
- 1996 – Klappjakten
- 1996 – Mannen som försvann (TV-serie) (1 avsnitt)
- 1997 – Batman & Robin
- 1997 – Baywatch Nights (TV-serie) (1 avsnitt)
- 1997 – Breakdown
- 1997 – Djungel-George
- 1998 – Baywatch (TV-serie) (2 avsnitt)
- 1999 – Den 13:e krigaren
- 1999 – End of Days
- 2000 – Gladiator
- 2000 – Ready to Rumble
- 2001 – Bandits
- 2002 – Collateral Damage
- 2002 – The Sum of All Fears
- 2003 – Charlies änglar – Utan hämningar
- 2003 – Masked and Anonymous
- 2003 – Welcome to the Jungle
- 2004 – Collateral
- 2004 – Dodgeball – En komedi som siktar lågt
- 2004 – Hidalgo
- 2005 – Gisslan